# Raymond Kalla
Raymond Koned Kalla N'Kongo (Douala, 24 april 1975) is een voormalig Kameroens voetballer die het laatst speelde voor Union Douala. Kalla speelde op het WK 1994, 1998 en 2002 voor de Kameroenese nationale ploeg, en kwam tot 64 interlands in totaal.

## Carrière
- 1993-1995: Canon Yaoundé
- 1995-1998: Panachaiki
- 1998-2002: CF Extremadura
- 2002-2005: VfL Bochum
- 2005-2006: Sivasspor
- 2006-2008: Union Douala

## Interlandcarrière
Kalla maakte in 1994 zijn debuut voor het Kameroens voetbalelftal.
| Interlands van Raymond Kalla voor Kameroen | Interlands van Raymond Kalla voor Kameroen | Interlands van Raymond Kalla voor Kameroen | Interlands van Raymond Kalla voor Kameroen | Interlands van Raymond Kalla voor Kameroen | Interlands van Raymond Kalla voor Kameroen |
| №                                          | Datum                                      | Wedstrijd                                  | Uitslag                                    | Competitie                                 | Goals                                      |
| ------------------------------------------ | ------------------------------------------ | ------------------------------------------ | ------------------------------------------ | ------------------------------------------ | ------------------------------------------ |
| 1                                          | 01.05.1994                                 | Zuid-Korea – Kameroen                      | 2 – 2                                      | Oefeninterland                             |                                            |
| 2                                          | 03.05.1994                                 | Zuid-Korea – Kameroen                      | 1 – 2                                      | Oefeninterland                             |                                            |
| 3                                          | 09.05.1994                                 | Griekenland – Kameroen                     | 0 – 3                                      | Oefeninterland                             |                                            |
| 4                                          | 11.05.1994                                 | Kameroen – Bolivia                         | 1 – 1                                      | Oefeninterland                             |                                            |
| 5                                          | 19.06.1994                                 | Kameroen – Zweden                          | 2 – 2                                      | WK-eindronde                               |                                            |
| 6                                          | 24.06.1994                                 | Brazilië – Kameroen                        | 3 – 0                                      | WK-eindronde                               |                                            |
| 7                                          | 28.06.1994                                 | Rusland – Kameroen                         | 6 – 1                                      | WK-eindronde                               |                                            |
| 8                                          | 16.10.1994                                 | Kameroen – Zaïre                           | 1 – 0                                      | Africa Cup                                 |                                            |
| 9                                          | 07.11.1994                                 | Marokko – Kameroen                         | 1 – 1                                      | Oefeninterland                             |                                            |
| 10                                         | 23.04.1995                                 | Zaïre – Kameroen                           | 2 – 1                                      | Africa Cup                                 |                                            |
| 11                                         | 16.07.1995                                 | Malawi – Kameroen                          | 1 – 3                                      | Africa Cup                                 |                                            |
| 12                                         | 06.10.1996                                 | Gabon – Kameroen                           | 0 – 0                                      | Africa Cup                                 |                                            |
| 13                                         | 10.11.1996                                 | Togo – Kameroen                            | 2 – 4                                      | WK-kwalificatie                            |                                            |
| 14                                         | 12.01.1997                                 | Kameroen – Angola                          | 0 – 0                                      | WK-kwalificatie                            |                                            |
| 15                                         | 22.02.1997                                 | Kenia – Kameroen                           | 0 – 0                                      | Africa Cup                                 |                                            |
| 16                                         | 06.04.1997                                 | Kameroen – Zimbabwe                        | 1 – 0                                      | WK-kwalificatie                            |                                            |
| 17                                         | 27.04.1997                                 | Kameroen – Togo                            | 2 – 0                                      | WK-kwalificatie                            |                                            |
| 18                                         | 08.06.1997                                 | Angola – Kameroen                          | 1 – 1                                      | WK-kwalificatie                            |                                            |
| 19                                         | 17.08.1997                                 | Zimbabwe – Kameroen                        | 1 – 2                                      | WK-kwalificatie                            |                                            |
| 20                                         | 15.11.1997                                 | Engeland – Kameroen                        | 2 – 0                                      | Oefeninterland                             |                                            |
| 21                                         | 01.02.1998                                 | Ivoorkust – Kameroen                       | 1 – 0                                      | Oefeninterland                             |                                            |
| 22                                         | 07.02.1998                                 | Burkina Faso – Kameroen                    | 0 – 1                                      | Africa Cup                                 |                                            |
| 23                                         | 11.02.1998                                 | Kameroen – Guinee                          | 2 – 2                                      | Africa Cup                                 |                                            |
| 24                                         | 27.05.1998                                 | Nederland – Kameroen                       | 0 – 0                                      | Oefeninterland                             |                                            |
| 25                                         | 31.05.1998                                 | Luxemburg – Kameroen                       | 0 – 2                                      | Oefeninterland                             |                                            |
| 26                                         | 05.06.1998                                 | Denemarken – Kameroen                      | 1 – 2                                      | Oefeninterland                             |                                            |
| 27                                         | 11.06.1998                                 | Oostenrijk – Kameroen                      | 1 – 1                                      | WK-eindronde                               |                                            |
| 28                                         | 17.06.1998                                 | Italië – Kameroen                          | 3 – 0                                      | WK-eindronde                               |                                            |
| 29                                         | 23.01.1999                                 | Eritrea – Kameroen                         | 0 – 0                                      | Africa Cup                                 |                                            |
| 30                                         | 11.04.1999                                 | Mozambique – Kameroen                      | 1 – 6                                      | Africa Cup                                 |                                            |
| 31                                         | 22.01.2000                                 | Ghana – Kameroen                           | 1 – 1                                      | Africa Cup                                 |                                            |
| 32                                         | 28.01.2000                                 | Kameroen – Ivoorkust                       | 3 – 0                                      | Africa Cup                                 |                                            |
| 33                                         | 06.02.2000                                 | Kameroen – Algerije                        | 2 – 1                                      | Africa Cup                                 |                                            |
| 34                                         | 10.02.2000                                 | Kameroen – Tunesië                         | 3 – 0                                      | Africa Cup                                 |                                            |
| 35                                         | 13.02.2000                                 | Nigeria – Kameroen                         | 2 – 2                                      | Africa Cup                                 |                                            |
| 36                                         | 04.10.2000                                 | Frankrijk – Kameroen                       | 1 – 1                                      | Oefeninterland                             |                                            |
| 37                                         | 28.01.2001                                 | Togo – Kameroen                            | 0 – 2                                      | WK-kwalificatie                            |                                            |
| 38                                         | 25.02.2001                                 | Kameroen – Zambia                          | 1 – 0                                      | WK-kwalificatie                            |                                            |
| 39                                         | 22.04.2001                                 | Kameroen – Libië                           | 1 – 0                                      | WK-kwalificatie                            |                                            |
| 40                                         | 06.05.2001                                 | Angola – Kameroen                          | 2 – 0                                      | WK-kwalificatie                            |                                            |
| 41                                         | 25.05.2001                                 | Zuid-Korea – Kameroen                      | 0 – 0                                      | Oefeninterland                             |                                            |
| 42                                         | 31.05.2001                                 | Brazilië – Kameroen                        | 2 – 0                                      | FIFA Confederations Cup                    |                                            |
| 43                                         | 02.06.2001                                 | Japan – Kameroen                           | 2 – 0                                      | FIFA Confederations Cup                    |                                            |
| 44                                         | 04.06.2001                                 | Kameroen – Canada                          | 2 – 0                                      | FIFA Confederations Cup                    |                                            |
| 45                                         | 01.07.2001                                 | Kameroen – Togo                            | 2 – 0                                      | WK-kwalificatie                            |                                            |
| 46                                         | 14.11.2001                                 | Polen – Kameroen                           | 0 – 0                                      | Oefeninterland                             |                                            |
| 47                                         | 07.01.2002                                 | Burkina Faso – Kameroen                    | 1 – 3                                      | Oefeninterland                             |                                            |
| 48                                         | 11.01.2002                                 | Tunesië – Kameroen                         | 0 – 1                                      | Oefeninterland                             |                                            |
| 49                                         | 20.01.2002                                 | Kameroen – Congo-Kinshasa                  | 1 – 0                                      | Africa Cup                                 |                                            |
| 50                                         | 25.01.2002                                 | Kameroen – Ivoorkust                       | 1 – 0                                      | Africa Cup                                 |                                            |
| 51                                         | 29.01.2002                                 | Kameroen – Togo                            | 3 – 0                                      | Africa Cup                                 |                                            |
| 52                                         | 04.02.2002                                 | Kameroen – Egypte                          | 1 – 0                                      | Africa Cup                                 |                                            |
| 53                                         | 07.02.2002                                 | Mali – Kameroen                            | 0 – 3                                      | Africa Cup                                 |                                            |
| 54                                         | 10.02.2002                                 | Kameroen – Senegal                         | 0 – 0                                      | Africa Cup                                 |                                            |
| 55                                         | 27.03.2002                                 | Kameroen – Argentinië                      | 2 – 2                                      | Oefeninterland                             |                                            |
| 56                                         | 17.05.2002                                 | Denemarken – Kameroen                      | 2 – 1                                      | Oefeninterland                             |                                            |
| 57                                         | 26.05.2002                                 | Engeland – Kameroen                        | 2 – 2                                      | Oefeninterland                             |                                            |
| 58                                         | 01.06.2002                                 | Ierland – Kameroen                         | 1 – 1                                      | WK-eindronde                               |                                            |
| 59                                         | 06.06.2002                                 | Kameroen – Saoedi-Arabië                   | 1 – 0                                      | WK-eindronde                               |                                            |
| 60                                         | 11.06.2002                                 | Kameroen – Duitsland                       | 0 – 2                                      | WK-eindronde                               |                                            |
| 61                                         | 04.09.2005                                 | Ivoorkust – Kameroen                       | 2 – 3                                      | WK-kwalificatie                            |                                            |
| 62                                         | 08.10.2005                                 | Kameroen – Egypte                          | 1 – 1                                      | WK-kwalificatie                            |                                            |
| 63                                         | 21.01.2006                                 | Kameroen – Angola                          | 3 – 1                                      | Africa Cup                                 |                                            |
| 64                                         | 25.01.2006                                 | Togo – Kameroen                            | 0 – 2                                      | Africa Cup                                 |                                            |